# Прогрес (космічний корабель)
«Прогре́с» (рос. «Прогре́сс») — серія транспортних космічних кораблів, розроблена в СРСР для забезпечення орбітальних станцій. Виводяться на орбіту ракетами-носіями типу «Союз». Розробка нового корабля на базі космічного корабля «Союз» почалася 1973. Перший «Прогрес» вийшов на орбіту 20 січня 1978 року.

## Історія
Розробником і виробником кораблів сімейства «Прогрес» з 1970-х і донині є Ракетно-космічна корпорація «Енергія». Виробництво кораблів здійснюється на головному підприємстві корпорації в підмосковному місті Корольов, а випробування і підготовка кораблів до запуску — у монтажно-випробувальному корпусі (МІК) підприємства на 254-му майданчику космодрому Байконур.
Тривалість експлуатації перших довгострокових орбітальних станцій «Салют» була обмежена зокрема наявністю невеликих запасів палива, компонентів системи життєзабезпечення та інших витратних матеріалів. Також при виникненні відмов необхідно було забезпечити доставку на орбіту ремонтного обладнання та приладів. Тому при розробці орбітальної станції третього покоління «Салют» було вирішено створити на базі пілотованого корабля «Союз» вантажний корабель. Розглядалися різні варіанти, деякі розробники пропонували зробити його пілотованим, щоб мати можливість повертати матеріали і обладнання зі станції на Землю. Інші розглядали безпілотний варіант, який за такої ж маси корабля дозволяв розмістити істотно більше вантажу, при цьому матеріали зі станції пропонувалося повертати на кораблях «Союз» одночасно з доставкою на станцію і поверненням на Землю екіпажу. Було обрано останній варіант.
При проєктуванні були використані бортові системи, конструкції і агрегати корабля «Союз». «Прогрес» мав три основні відсіки: герметичний вантажний зі стикувальним агрегатом, де розміщувалися матеріали та обладнання, що доставляються на станцію, відсік компонентів дозаправки, зроблений негерметичним, для захисту станції у разі витоку токсичного палива, і приладно-агрегатний.
Перший вантажний корабель «Прогрес-1» був запущений до орбітальної станції «Салют-6» 20 січня 1978. Після виходу на орбіту і перевірки працездатності бортових систем — системи орієнтації і керування рухом, радіотехнічної апаратури зближення і стикування, а також сближувально-коригувальної рушійної установки — почалися автоматичне зближення, причалювання і стикування корабля зі станцією. Контролювали хід операції Центр управління польотом і космонавти Юрій Романенко і Георгій Гречко, що перебували на станції «Салют-6». Корабель пристикувався 22 січня в автоматичному режимі.

### Аварії[1]
- 2011 через відмову третього ступеня ракети «Союз-У» 24 серпня розбився корабель «Прогрес М-12М»[2].
- 2015 вантажний корабель «Прогрес М-27М», запущений 28 квітня, вийшов на орбіту Землі, проте до МКС не пристикувався та його вимушені були звести з орбіти[3]. Роскосмос передав, що: «Вантажний корабель „Прогрес М-27М“ увійшов в щільні шари атмосфери о 5:04 за московським часом у п'ятницю, 8 травня і впав у Тихий океан»[4]. Аварія «Прогресу» обійшлася Роскосмосу приблизно в два з половиною мільярда рублів[1].
- 2015 запланована на 16 травня корекція орбіти МКС не відбулася через проблеми з пристикованим до станції «Прогресом М-26М»: його двигуни не запустилися в розрахунковий час.
- 2016 «Прогрес-МС-4» держкорпорація Роскосмос запустила 1 грудня 2016 р. для доставки вантажів до МКС. Однак корабель зазнав катастрофи. Після 382 секунди польоту прийом телеметричної інформації припинився. Штатні засоби контролю не зафіксували функціонування корабля на розрахунковій орбіті. Втрата ТГК сталася на висоті близько 190 км над важкодоступною безлюдною гористою територією республіки Тива, і більшість фрагментів згоріли в щільних шарах атмосфери[5][6]. Найімовірніша причина аварії – розкриття бака третього ступеня ракети-носія в результаті впливу елементів, що утворилися під час руйнування двигуна 11Д55 внаслідок загоряння і подальшого руйнування насоса окислювача[7].

## Модифікації
Незважаючи на усі модернізації, потенціал корабля практично вичерпаний, він поступається технічно іншим космічним транспортним системам — HTV, ATV і потребує заміни.

### «Прогрес», 7К-ТГ, 11Ф615А15 (1978–1990)

Вигляд корабля Прогрес

- Довжина: 7,48 м
- Максимальний діаметр: 2,72 м
- Маса: 7020 кг
- Корисний вантаж: 2315 кг, з них максимально 975 кг пальне.
- Перший запуск: 20 січня 1978 (Прогрес-1 до орбітальної станції Салют-6)
- Останній запуск: 5 травня 1990 (Прогрес-42 до орбітальної станції Мир)
- Успішних запусків: 42, з них:
12 до орбітальної станції Салют-6
12 до орбітальної станції Салют-7
18 до орбітальної станції «Мир»
- Енергоживлення: акумулятори.

### «Прогрес M», 7К-ТГМ, 11Ф615А55 (1989–2009)

Вигляд корабля Прогрес-М

- Довжина: 7,23 м
- Максимальний діаметр: 2,72 м
- Маса: 7450 кг
- Корисний вантаж: 2350 кг, з них максимально 1200 кг пальне.
- Перший запуск: 23 серпня 1989 (Прогрес M-1 до орбітальної станції «Мир»)
- Останній запуск: 24 липня 2009 (Прогрес М-67 до Міжнародної космічної станції)
- Успішних запусків: 65, з них:
43 до орбітальної станції «Мир»
22 до Міжнародної космічної станції
- Енергоживлення: акумулятори і сонячні батареї.

#### «Прогрес M-ВДУ», 7К-ТГМ, 11Ф615А55 (1992–1998)
Варіант Прогреса М для доставки виносної рушійної установки на орбітальну станцію «Мир». Замість відсіка дозаправки використовувався спеціальний вантажний відсік. Два запуски: Прогрес М-14 15 серпня 1992 і Прогрес М-38 14 березня 1998.

### «Прогрес M1», 7К-ТГМ1, 11Ф615А55 (2000–2004)
- Довжина: 7,2 м
- Максимальний діаметр: 2,72 м
- Стартова маса: 7150 кг (для орбіти висотою 460 км)
- Корисний вантаж: 2230 кг, зокрема:
сухі вантажі: до 1800 кг
паливо: до 1950 кг (на 800 кг більше)
газ наддуву житлових відсіків: до 40 кг (на 10 кг менше)
- Тривалість польоту у складі МКС: до 180 діб
до стикування: до 4 діб
після відстикування: до 3 діб
- Перший запуск: 1 лютого 2000 (Прогрес M1-1 до орбітальної станції «Мир»)
- Останній запуск: 29 січня 2004 (Прогрес М1-11 до Міжнародної космічної станції)
- Успішних запусків: 11, з них:
3 до орбітальної станції «Мир»
8 до МКС
- Енергопостачання: акумулятори і сонячні батареї.

Порівняно з «Прогресом М», за програмою розгортання та експлуатації МКС, на кораблі змінено компонування, конструкцію, склад приладів і режими роботи бортових систем. Основна мета змін — збільшення кількості палива в загальній масі вантажів, що забезпечується установкою у відсік компонентів дозаправки (ВКД) восьми паливних баків. Крім того, істотно розширено склад зв'язків корабля з бортовими системами російського сегмента МКС у силових і командних електричних ланцюгах і телеметрії.
Негерметичний ВКД:
- Вилучені баки водяної системи «Роднік» і встановлені додаткові баки системи дозаправки паливом СД8. Дозаправка орбітальної станції (ОС) здійснюється витісненням компонентів палива стисненим газом (гелієм) через герметичні гідророз'єми на стикувальних агрегатах станції і корабля, при цьому:
Максимальна витрата окислювача через магістралі збільшена до 0,35 л/с (в 2,33 рази більше ніж на попередній модифікації).
Система СД8, «сухою» масою 635 кг, дозволяла подавати паливо в баки рушійної установки службового модуля (СМ) МКС, або функціонально-вантажного блоку, в колектори підсистем причалювання і орієнтації корабля і колектори двигунів орієнтації СМ.
Можлива зворотна передача палива з рушійної установки СМ в колектори корабля.
- Зовні ВКД розміщувалися 12 балонів з киснем і азотно-кисневою сумішшю

Апаратура:
- Замість БЦВК «Аргон-16» використовувався новий комплекс.
- В автономну систему навігації додано апаратуру ГНСС ГЛОНАСС / GPS.
- Нова апаратура зближення «Курс-ММ» дозволяла проводити вимірювання параметрів відносного руху для причалювання і стикування з відстані не менше 1 км.
- Нова апаратура командної радіолінії «Регул», що використовує супутники-ретранслятори.
- Міжбортовий радіозв'язок «у вузькому конусі» була можлива на дальності 30 км, при довільній орієнтації — 3 км.

Система управління рухом (СУР):
- Нове програмне забезпечення БЦОК, в якому реалізовані схеми безпечного автоматичного зближення, переходу в зону причалювання і самого причалювання.
- Реалізовані динамічні режими управління орбітальною станцією.
- Додано пристрій сполучення, що перетворював інформацію з МКС, передану ланцюгами міжмашинного інтерфейсу в команди релейного типу, що дозволило включати зі станції двигуни корабля для створення керівних моментів.

Зміни в СУР дозволили реалізувати управління орієнтацією станції за допомогою двигунів причалювання і орієнтації (на «Прогресі-М1» — 27 штук) або сближувально-коригувального двигуна за єдиною програмою від бортового комплексу управління МКС.

### «Прогрес М-01М», 7К-ТГМ, 11Ф615А60 (2008-)
- Корисний вантаж: близько 2,5 тонн, паливо, продукти харчування і вода, наукове обладнання та витратні матеріали.
- Перший запуск: 14:38 за київським часом 26 листопада 2008 (до МКС)

Новий корабель чотирьохсотої серії. Основна відмінність від попередніх — новий бортовий обчислювальний комплекс ЦВМ-101, замість «Аргон-16». Маса «Аргон-16» становила 65 кг, маса нової машини приблизно в 10 разів менше. Крім того, аналогова телеметрична система замінена цифровою.

### Прогрес М-ГКМ
На базі корабля постачання були створені спеціалізовані вантажні кораблі-модулі (ВКМ), які доставляли на МКС (російський сегмент) стикувальний модуль № 1 «Пірс» (Прогрес М-СО1) 2001 і малий дослідницький модуль № 2 «Пошук» (Прогрес М-МІМ2) 2009.

### Прогрес МС

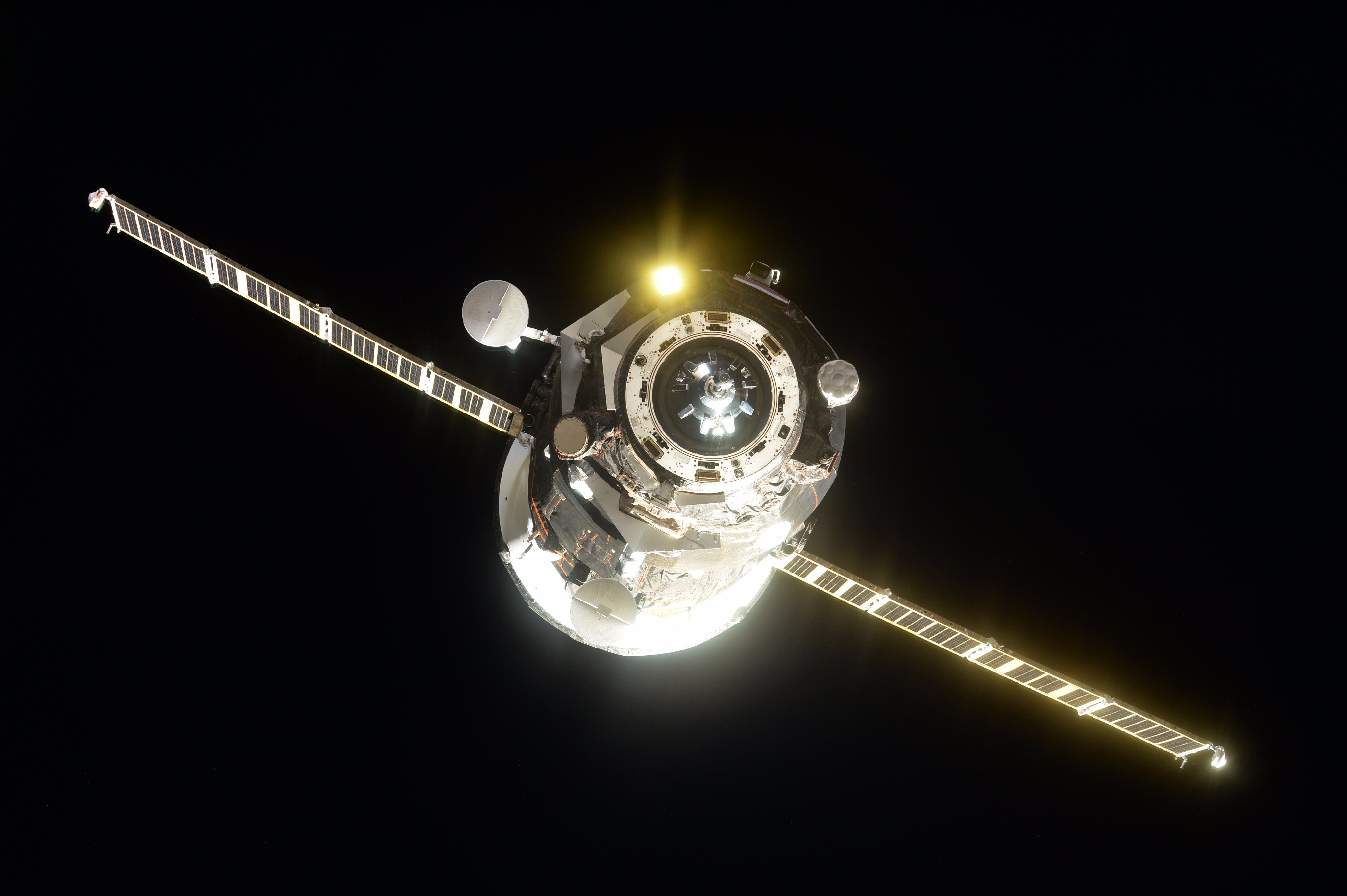
Прогрес МС-07 під час зближення з МКС 16 жовтня 2017

Від попередньої серії транспортних кораблів відрізнятється наявністю додаткового зовнішнього відсіку, на зовнішній поверхні у відсіку передбачається встановлювати по чотири пускові контейнери, за допомогою яких планується запускати до 24 супутників стандарту CubeSat зі сторонами по 10 см. Корабель забезпечать новою фарою зі світловипромінювальних діодів, а замість апаратури радіоконтролю орбіти в складі системи управління рухом та навігації буде застосовуватися апаратура супутникової навігації останнього покоління. Замінена бортова радіотехнічна система «Квант-В» з антенно-фідерними пристроями на нову єдину командно-телеметричну систему ЄКТС. Замість існуючої апаратури зближення і стикування «Курс-А» на «Прогресі-МС» встановлена система «Курс-НА». «Прогрес-МС» також отримає додатковий захист від космічного сміття і мікрометеоритів на вантажному відсіку.
Перший запуск кораблів цієї серії (МС-01) відбувся 21 грудня 2015 року.
17 лютого 2024 року, до МКС прибув черговий «Прогрес МС-26», який доставив на станцію близько 2,5 т вантажів. 13 серпня 2024 року, за повідомленням «Роскосмосу», його було відстиковано від МКС, після зведення з орбіти він увійшов в атмосферу Землі і припинив своє існування. Незгорілі елементи конструкції корабля впали в несудноплавному районі південної частини Тихого океану.